# Siège de Rouen (1562)
Pour les articles homonymes, voir Bataille de Rouen.
Guerres de Religion
Le siège de Rouen a eu lieu du 28 septembre au 26 octobre 1562 pendant la première guerre de Religion, et fut une victoire décisive des catholiques et du duc de Guise sur la ville huguenote.
Le siège par l'armée royale (30 000 hommes) veut empêcher la jonction des calvinistes avec les Britanniques. Antoine de Bourbon, père du futur roi Henri IV, y est blessé par un tir d'arquebuse le 16 octobre 1562, et meurt un mois plus tard de ses blessures.
L'armée catholique dirigée par le lieutenant général du royaume Antoine de Bourbon, mit le siège devant la ville le 28 septembre. Montgommery qui tenait la ville résista un mois durant. La ville tomba le 26 octobre. Mais ce succès fut partiel pour la couronne car le chef protestant avait pu s'échapper, et Antoine de Bourbon fut mortellement blessé durant les opérations, il mourut le 17 novembre 1562. Ça disparition renforçait l'autorité du duc de Guise qui apparaissait alors comme le principal chef catholique.

### Bibliographie

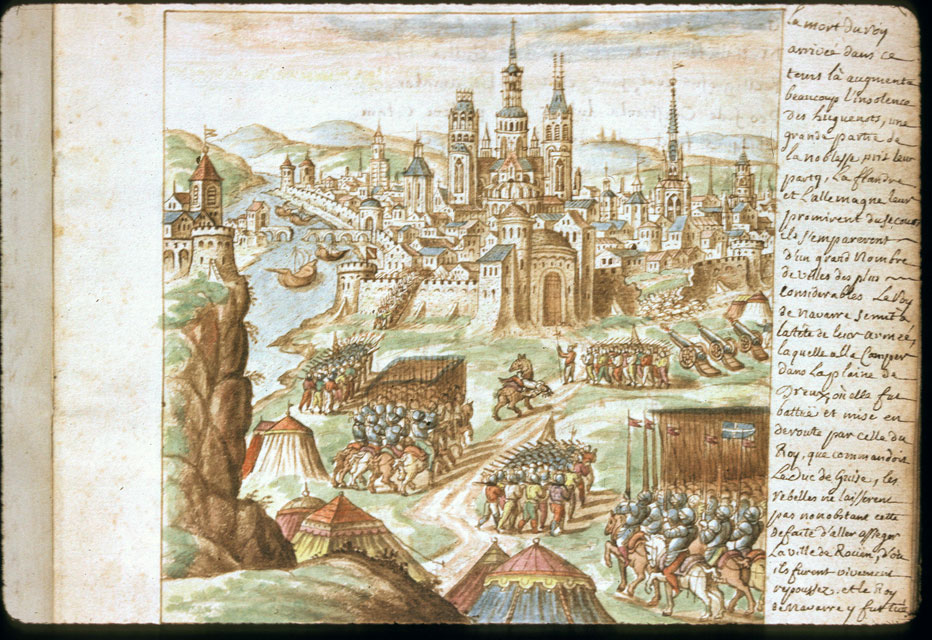
Siège de Rouen et mort d'Antoine de Bourbon.
Enluminure du manuscrit Carmen de tristibus Galliae, 1577, Bibliothèque municipale de Lyon, ms. 0156,.